# Gelo (zoon van Hiero II)
Gelo, de zoon van Hiero II was de oudste zoon van Hiëro II, de tiran van Syracuse. Na de enorme nederlaag die de Romeinen in de Slag bij Cannae hadden geleden, koos Gelo voor de Carthaagse kant en begon met het zoeken van toenadering tot aan Rome geallieerde steden. Niet lang na deze gebeurtenissen, stierf Gelo in 216 v.Chr. Livius suggereert dat Gelo mogelijk vermoord werd door zijn eigen vader Hiëro II, die trouw aan Rome bleef.
Archimedes richtte zich in zijn werk "De zandrekenaar" tot Gelo II.

## Voetnoten
1. ↑  Livius, Ab urbe condita, 23,30